# Zagorica (gmina Litija)
Zagorica – wieś w Słowenii, w gminie Litija. W 2018 roku liczyła 33 mieszkańców.